# Тексты Тодайдзи
Тексты Тодайдзи (яп. 東大寺文書 то:дайдзи мондзё) — общее название рукописей, сохранившихся в буддистском монастыре Тодайдзи в Наре и его службах. Иногда эти рукописи называются по именам храмов службами монастыря — тексты Сёсоин, тексты Тонаннин, тексты Тиндзю Хатимангу, тексты Хоккэдо и другие.

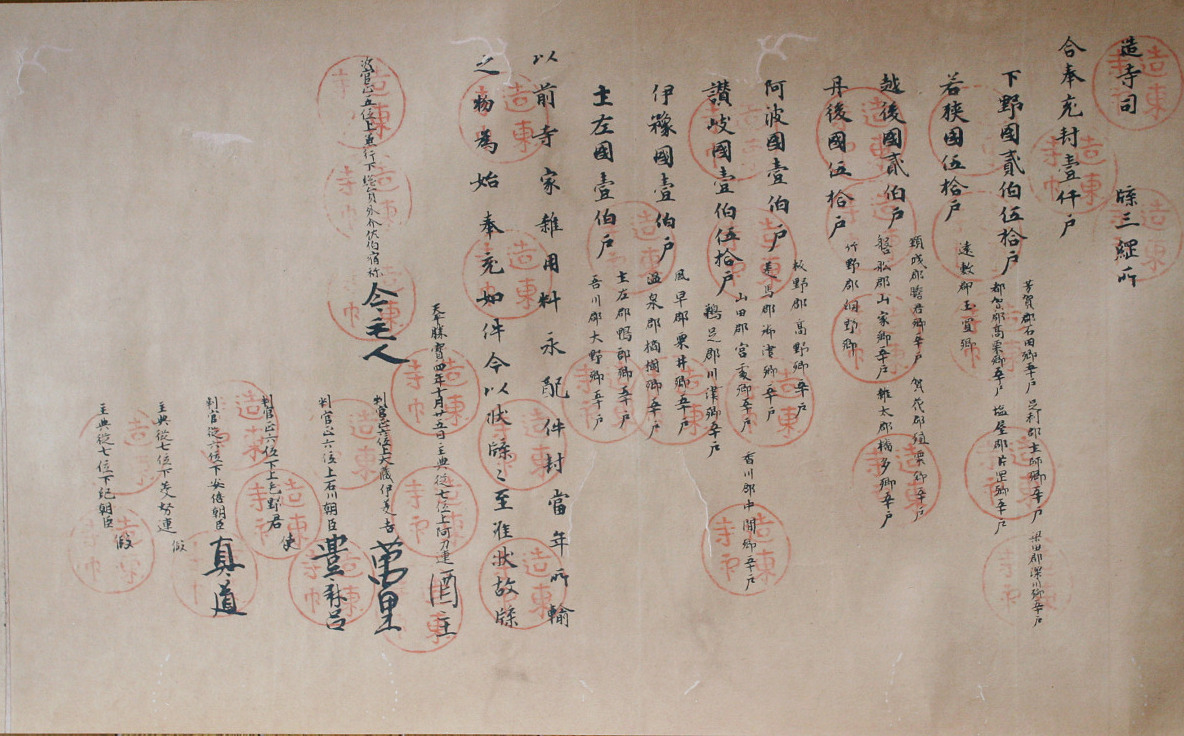
Текст о строительстве храма Тодайдзи

Тексты Тодайдзи описывают уклад и жизнь монастыря, и содержат богатый материал о монастырских владениях сёэна Курода в провинции Ига, Оя и Акабэ в провинции Мино и других местах.
Эти рукописи считаются сокровищницей исследователей японского средневековья.
После реставрации Мэйдзи часть текстов попала в руки частных лиц, хотя главная часть документов хранится в библиотеке монастыря Тодайдзи.
Входит в хрестоматийную серию «Рукописи Великой Японии» в томах, посвященных отдельным родам.